# De dagdroom
De dagdroom (Frans: La Rêverie) of Portret van Jeanne Samary is een schilderij van de Franse impressionist Pierre-Auguste Renoir, gemaakt in 1877 en bewaard in het Poesjkinmuseum van Moskou.

## Voorstelling
De afgebeelde vrouw is Jeanne Samary, een van de meest gewaardeerde actrices in het Parijs van die tijd. Ze had twee jaar eerder gedebuteerd in de Comédie-Française. Renoir, die enorm door haar was gefascineerd, zou haar wel twaalf keer hebben geportretteerd. Hij noemde haar "de kleine Samari, die de vrouwen verblijdt en de mannen nog meer". Ze vormden een artistiek partnerschap tot 1880, toen Samary overstapte op meer klassieke portretschilders als Louise Abbéma, Jules Bastien-Lepage en Carolus-Duran.
Het werk toont Jeanne Samary terwijl ze zich – steunend op haar linkerhand – overgeeft aan een dagdroom. Ze draagt een laag uitgesneden jurk met opgespelde bloemen. Om haar lippen speelt een kleine glimlach, in haar ogen een lieflijke, wat ondeugende blik. Deze is dromerig op de toeschouwer gericht en brengt zo een directe betrokkenheid tot stand. De achtergrond valt op door de roze harmonieën en de gedurfde schildertechniek. Renoir verwerpt in feite het clair-obscur en gebruikt snelle, gekruiste penseeltoetsen. 

## Weerklank
Het werk kreeg een gemengd onthaal op de derde impressionistische tentoonstelling van 1877. De grootste bewonderaar was Émile Zola, voor wie het "blonde en lachende" gezicht het succes van de expositie was. Anderen konden geen appreciatie opbrengen voor de weinig realistische stijl. Jeanne Samary zelf was eerder teleurgesteld over de nadruk op het dromerige aspect en zou op zoek gaan naar portrettisten die op een meer traditionele manier haar sociale en professionele prestige in de verf zetten.
Ivan Morozov kocht het werk aan voor zijn collectie, die door de bolsjevieken werd genationaliseerd. Na verloop van tijd werd het een pronkstuk van de Russische musea, dat in 1970 verscheen op een postzegel van de USSR.